# جلوه‌های ویژه

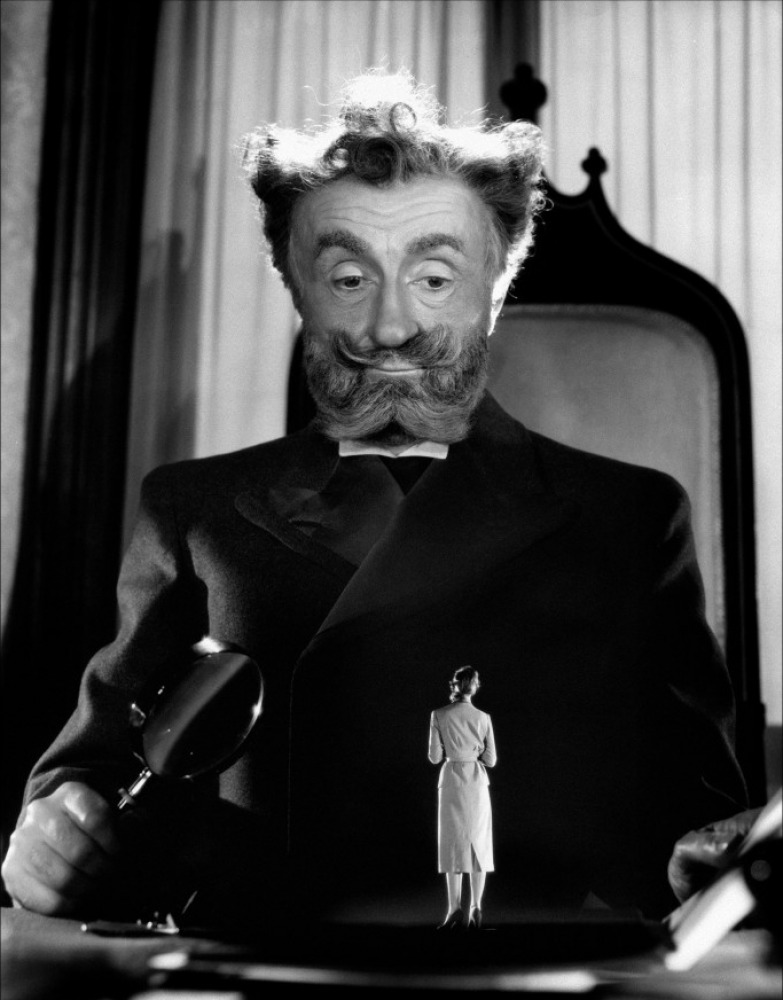
نمونه ای از اجرای جلوه های ویژه

در جریان تولید فیلم، گاهی به نماهایی نیاز پیدا می‌شود که بسیار پرخرج و هزینه و همچنین وقت گیر و خطرناک‌اند، به شکلی که دستیابی به آنها به‌وسیله روش‌های جاری فیلم‌برداری امکان‌پذیر نمی‌گردد. حل اینگونه مسائل نیاز به کاربرد یک‌مجموعه کامل تکنیکی غیر معمول فیلم‌برداری دارد که به آن «فیلم‌برداری جلوه‌های ویژه» می‌گویند.
جلوه‌های ویژه در سینما به دو دسته تقسیم می‌شود:
1. جلوه‌های ویژه میدانی
2. جلوه‌های ویژه دیداری

## جلوه‌های ویژه میدانی
جلوه‌های ویژه میدانی (Special Effects) در صنعت فیلم‌سازی به تصاویری گفته می‌شود که در زمان ساخت فیلم، ساخت آن‌ها مشکل باشد. این صحنه‌ها به صورت واقعی و رئال کار می‌شوند و همهٔ آن‌ها توسط بدلکاران، هنرمندان، فیلم‌برداران و تعدادی متخصصان مواد منفجره و ماکت‌سازی اجرا شده و با خود دوربین‌ها ضبط می‌شوند و بعضی از آن‌ها بعد از ضبط کار می‌شوند.
جلوه‌های ویژه به دو دستهٔ جلوه‌های نوری و جلوه‌های مکانیکی تقسیم می‌شود.

### جلوه‌های نوری
(که جلوه‌های عکسی نیز خوانده می‌شوند) تکنیک‌هایی هستند که در آن‌ها تصاویر یا فریم‌های فیلم به صورت عکسی ایجاد می‌شوند که این به طریق «درون-دوربینی» و با استفاده از نوردهی چندگانه، ترکیب تصاویر یا فرایند شوفتان است، یا به طریق فرایندهای پس از تولید و با استفاده از چاپگر نوری است.

### جلوه‌های مکانیکی
(که جلوه‌های عملی یا فیزیکی نیز خوانده می‌شوند) تکنیک‌هایی هستند که هنگام فیلمبرداری اصلی به صورت واقعی ضبط می‌شوند. این شامل اشیاء مکانیکی، صحنه‌سازی، مدل‌های مقیاسی، آتش‌بازی و جلوه‌های جوی (ایجاد جلوه‌های باد، باران، مه، برف و ابرهای فیزیکی) می‌شود. ایجاد یک خودرو با حرکت خودکار یا انفجار یک ساختمان از نمونه‌های جلوهٔ مکانیکی هستند.
قبل از آنکه رایانه‌ها قادر به تولید چنین تصاویری باشند نیز فیلم‌سازان جلوه‌های ویژه سینمایی فراوانی را می‌ساختند. آن‌ها برای ساخت این جلوه‌ها از مدل‌های گچی، نمونک‌های مقوایی، عروسک‌ها و مدل‌های کوچک شده‌استفاده می‌کردند. البته مفهوم Special Effects به معنی جلوه‌های ویژه میدانی با Visual Effects به معنی جلوه‌های بصری را نباید با هم اشتباه گرفت. جلوه‌های ویژه آن است که توسط بدلکاران و در میدان‌ها به‌طور واقعی اجرا می‌شوند.

## جلوه‌های ویژه دیداری
مقاله اصلی جلوه‌های ویژه دیداری
امروزه اگر ساخت یک جلوه در مقابل دوربین به‌طور زنده غیرممکن یا دارای هزینه زیادی باشد از جلوه‌های ویژه بصری استفاده می‌شود.
جلوه‌های ویژه شامل کامپوزیت، روتوسکوپی، انیمیشن و ترکینگ… است که اکثراً ساخت آن‌ها نیز گران‌قیمت است و به هزینه تولید فیلم‌های هالیوودی، مبلغ چشمگیری می‌افزاید.

## صفحات مرتبط
- کروماکی
- جلوه‌های بصری
- جلوه‌های صوتی